# Liste der Naturdenkmale in Kaisersbach
| Naturdenkmale | Anzahl |
| ------------- | ------ |
| FND           | 28     |
| END           | 8      |
| Gesamt        | 36     |

Die Liste der Naturdenkmale in Kaisersbach nennt die verordneten Naturdenkmale (ND) der im baden-württembergischen Rems-Murr-Kreis liegenden Gemeinde Kaisersbach. In Kaisersbach gibt es insgesamt 37 als Naturdenkmal geschützte Objekte, davon 28 flächenhafte Naturdenkmale (FND) und 8 Einzelgebilde-Naturdenkmal (END).
Stand: 29. Oktober 2016.

## Einzelgebilde (END)
| Name                             | Bild | Kennung     | Einzelheiten | Position | Fläche Hektar | Datum         |
| -------------------------------- | ---- | ----------- | ------------ | -------- | ------------- | ------------- |
| Baumgruppe im Gewann Lange Äcker | BW   | 81190370007 | Kaisersbach  | ⊙        | 0,0           | 31. Dez. 1986 |
| Linde westlich des Wasserturms   | BW   | 81190370032 | Kaisersbach  | ⊙        | 0,0           | 17. Aug. 1981 |
| Linde                            | BW   | 81190370031 | Kaisersbach  | ⊙        | 0,0           | 23. Aug. 1979 |
| Zweistämmige Linde               | BW   | 81190370004 | Kaisersbach  | ⊙        | 0,0           | 31. Dez. 1986 |
| 1 Eiche                          | BW   | 81190370029 | Kaisersbach  | ⊙        | 0,0           | 23. Aug. 1979 |
| 1 Eiche                          | BW   | 81190370037 | Kaisersbach  | ⊙        | 0,0           | 13. Nov. 1992 |
| 1 Linde                          | BW   | 81190370027 | Kaisersbach  | ⊙        | 0,0           | 23. Aug. 1979 |
| 3 Linden auf dem Friedhof        | BW   | 81190370018 | Kaisersbach  | ⊙        | 0,0           | 30. Juli 1974 |
| Legende für Naturdenkmal         |      |             |              |          |               |               |